# Spannagl & Sohn
Spannagl & Sohn ("Spannagl & figlio")  è una serie televisiva tedesca creata da Heinz Pauck, Christian Sasse e Walter Sedlmayr e trasmessa dal 1975 al 1976 dalla ZDF. Interpreti principali sono Walter Sedlmayr, Bruni Löbel, Richard Rüdiger e Helga Anders.
La serie si compone di una sola stagione, per un totale di 13 episodi, della durata di 25 minuti ciascuno. Il primo episodio, intitolato Ein Supermarkt kommt, fu trasmesso in prima visione l'11 dicembre 1975; l'ultimo, intitolato Kompromisse müssen sein, fu trasmesso in prima visione il 25 marzo 1976.

## Trama
Le vicende si svolgono in un paesino della Baviera, dove Gustav Spannagl gestisce il negozio di alimentari e dolciumi lasciatogli dai genitori, lo Spannagl & Sohn ("Spannagl & figlio"). Il negozio patisce però la concorrenza di un nuovo supermercato, il cui direttore è suo figlio Gerd.

## Episodi
| Stagione       | Puntate | Prima TV Germania | Prima TV Italia |
| -------------- | ------- | ----------------- | --------------- |
| Prima stagione | 13      | 1975              | inedita         |